# 秘・美・子
秘・美・子（ひ・み・こ）は、男性アイドルグループ・忍者による4枚目のシングル。1991年10月23日発売。

## 概要
タイトル曲が初めて完全なオリジナル楽曲となった作品。本作収録の2曲のどちらをタイトル曲に採用するかについて当時スタッフ間で相当揉めたことが、後にビデオ「忍者見聞録」の中でメンバーから語られている。

## 収録曲
CDシングル、シングルカセット
1. 秘・美・子
  - 作詞：尾関昌也、作曲・編曲：馬飼野康二
2. REPLAY
  - 作詞：岩室先子、作曲・編曲：平間あきひこ

ビデオシングル (VHS、1991年11月21日発売)
- ビデオシングルの発売は本作が最後。

1. 秘・美・子
  - 間奏部分のメンバーのほとんどの振り付けにあわせてSEが足されている。
2. REPLAY
  - 2コーラス部分を抜くなど、ワンハーフのサイズで制作。しかもシングルではフェイドアウトしている後奏がカットアウトに差し替えられた、ステージ用の音源を使用。このカットアウトした音源は未CD化。